# Patrick Süskind
Patrick Süskind (Ambach, 1949. március 26. –) német író és forgatókönyvíró.

## Élete
Édesapja, Wilhelm Emanuel író és műfordító volt, hosszú éveken keresztül a Süddeutsche Zeitung című német napilapnál dolgozott és ifjúkori barátság fűzte Klaus Mann íróhoz.
Süskind 1968 és 1974 között történelmet tanult az egyetemen Münchenben és Aix-en-Provence-ban.
1981-ben írta meg A nagybőgő (Der Kontrabass) című egyfelvonásos monológját, amely az 1984/85-ös színházi évadban 500 előadással a legtöbbet játszott darab volt a német nyelvű színpadokon, és amely még ma is gyakran szerepel a német és a nemzetközi színházak repertoárjában. Magyarországon Darvas Iván előadásában mutatták be, több száz sikeres előadást ért meg.
Leghíresebb műve A parfüm – Egy gyilkos története (Das Parfüm – Die Geschichte eines Mörders) című regény 1985-ben jelent meg, amelynek hatalmas nemzetközi sikere azóta is nagy mértékben rányomja bélyegét irodalmi pályafutására. A művet 46 nyelvre fordították le és világszerte mintegy 15 millió példányban kelt el.
A regényt 2006-ban Tom Tykwer rendezésében megfilmesítették, a producer Bernd Eichinger volt: A parfüm: Egy gyilkos története.
Ezen kívül néhány televíziós és mozifilm, illetve televíziós sorozat forgatókönyve fűződik a nevéhez, így például a Monaco Franze (1982), a Kir Royal (1986), a Rossini (1997) és a Vom Suchen und Finden der Liebe (2005).
Süskind gyakorlatilag teljesen elzárkózik a nyilvánosság elől. Életéről, munkájáról csak keveset tudni, ritkán ad interjút és alig kering róla fénykép. A tízrészes Monaco Franze című sorozat kilencedik részében egy jelenetben rövid időre azonban felbukkan.
Az író több kitüntetést is visszautasított már, így például a Tukan-díjat (Tukan-Preis, 1987) és a Frankfurter Allgemeine Zeitung irodalmi díját (FAZ-Literaturpreis, 1987).
Élettársával és Jakob nevű közös fiukkal főként Münchenben él.

## Művei
- A nagybőgő (Der Kontrabass; színdarab, 1981)
- A parfüm – Egy gyilkos története (Das Parfum – Geschichte eines Mörders; regény, 1985)
- A galamb (Die Taube; elbeszélés, 1987)
- Sommer úr története (Die Geschichte von Herrn Sommer; regény, 1991)
- Drei Geschichten (elbeszélések, 1995)
- Über Liebe und Tod (esszé, 2006)
- Ein Kampf (novella, 2019)

### Forgatókönyvek
A társszerző minden esetben: Helmut Dietl
- Der ganz normale Wahnsinn (1980)
- Monaco Franze (1982)
- Kir Royal (1986)
- Rossini – oder die mörderische Frage, wer mit wem schlief (1997)
- Vom Suchen und Finden der Liebe (2005)

## Magyarul
- A parfüm. Egy gyilkos története. Regény; ford. Farkas Tünde; Árkádia, Bp., 1988
- A galamb. Regény; ford. Révai Gábor; Európa, Bp., 1989
- A nagybőgő; ford. Indali Klára; Villa Székely, Leányfalu, 2001
- Sommer úr története; ford. Tandori Dezső; Magyar Világ, Bp., 2003
- A mélység kényszere. Három elbeszélés és egy elmélkedés; ford. Várnai Péter; Partvonal, Bp., 2014

## Fordítás
- Ez a szócikk részben vagy egészben  a   Patrick Süskind című angol Wikipédia-szócikk ezen változatának fordításán alapul.  Az eredeti cikk szerkesztőit annak laptörténete sorolja fel. Ez a jelzés csupán a megfogalmazás eredetét és a szerzői jogokat jelzi, nem szolgál a cikkben szereplő információk forrásmegjelöléseként.